# Verena Vernunft
Verena Vernunft, geborene Lippe (* 13. März 1945 in Rehhorst), ist eine deutsche Künstlerin, insbesondere Kunstmalerin.

## Leben
Die Künstlerin wurde 1945 als Tochter von Lottemaria Lippe, geborene Meinschien, und des Ingenieurs Hermann Lippe geboren. Nach dem Abitur 1964 studierte sie ab demselben Jahr an der Hochschule für bildende Künste Hamburg, wo sie 1969 mit dem Staatsexamen für künstlerisches Lehramt (Kunstgeschichte) abschloss. Im Jahr 1967 hatte sie den Kunstmaler Burkhard Vernunft geheiratet. Aus der Ehe gingen die Kinder Sebastian und Daniel hervor. 1972 war Verena Vernunft Studienreferendarin, brach diese Tätigkeit aber ab und wurde im selben Jahr freiberufliche Malerin. 1978 wurde sie Mitglied des Deutschen Künstlerbundes, in dessen Vorstand sie ab 1989 erst 2. Vorsitzende, von 1990 bis 1992 dann 1. Vorsitzende war. Seit 1987 ist Vernunft Professorin für Bildende Kunst an der Fachhochschule Hannover. Zu ihren Meisterschülern gehören unter anderem Ulrich Baehr, Gisela Burkamp, Andreas Ludwig, Anne Nissen und Edin Bajrić. Sie lebt und arbeitet gemeinsam mit Bert Düerkop in Hamburg und in Conio (Italien).

## Werk
Ihre Ausstellungstätigkeit begann 1974 in der Galerie Altschwager in Hamburg. Bis 2008 folgten über 60 Einzelausstellungen und zahlreiche Ausstellungsbeteiligungen, unter anderem in der Villa Massimo. Zwischen 1974 und 1996 nahm Verena Vernunft an insgesamt achtzehn DKB-Jahresausstellungen teil. Ihre Werke befinden sich im Besitz vieler verschiedener Museen, zum Beispiel der Hamburger Kunsthalle oder der Kunsthalle Emden.
Ihr Œuvre enthält vor allem Radierungen, insbesondere Farbradierungen, zahlreiche Zeichnungen, vor allem Ölkreidezeichnungen, und Gemälde.

## Auszeichnungen und Stipendien (Auswahl)
- 1976: Förderpreis der Erdwin Amsinck Stiftung, Hamburg
- 1978/79: Stipendium für die Deutsche Akademie Villa Massimo, Rom
- 1978: 1. Premio di Pittura, Corciano
- 1983: Barkenhoff-Stipendium, Künstlerhäuser Worpswede
- 1985: Arbeitsstipendium der Stiftung Kunstfonds Bonn